# Iglesia de Santa Ana de Guerno
La Iglesia de Santa Ana (église Sainte-Anne en francés) es una iglesia católica, ubicada en Le Guerno, Francia.

## Localización
Está situada en el departamento francés de Morbihan, en el casco urbano de Le Guerno.

## Historia
Construida hacia 1570, sustituyó a una capilla templaria del siglo XII.
El edificio está considerado como «Monumento histórico» por decreto de 27 de octubre de 1971.

## Descripción
Destacan:
| - En el exterior: - Púlpito en voladizo en la facha sur, tallado. - Puerta de entrada a la nave. | - En el interior: - Frescos y paneles de madera policromados. - Cristo yacente (capilla de Tombeau). - Sillería del coro en piedra. - Tribuna de madera tallada. - Cruz del antiguo cementerio. |

|                   |
| Púlpito exterior. |

|                              |
| Sillería del coro en piedra. |